# クレゾール
クレゾール (cresol) とは、フェノール類に分類される有機化合物で、トルエンの環上の水素のいずれかがヒドロキシ基に置換されたものを指す。メチルフェノールのこと。分子式 C7H8O、示性式 C6H4(OH)CH3、分子量 108.14、総称としてのクレゾールのCAS登録番号は [1319-77-3]。特徴的な薬品臭を持つ。
メチル基とヒドロキシ基との位置関係の違いにより、以下の 3種類の構造異性体が存在する。
o-クレゾール（オルトクレゾール、2-メチルフェノール）
融点 30 ℃、沸点 191–192 ℃、CAS登録番号 [95-48-7]。労働安全衛生法による2019年有害物ばく露作業報告対象物に指定されている。
m-クレゾール（メタクレゾール、3-メチルフェノール）
融点 11–12 ℃、沸点 202 ℃、CAS登録番号 [108-39-4]。
p-クレゾール（パラクレゾール、4-メチルフェノール）
融点 35.5 ℃、沸点 201.8 ℃、CAS登録番号 [106-44-5]。
いずれも腐食性があり、皮膚に触れた場合は、ただちに水で洗い流さなければならない。また、いずれも純粋なものは無色だが、空気中に放置すると酸化を受け、淡黄色やピンク色を帯びる。フェノール類のため、塩化鉄(Ⅲ)水溶液に呈色する。

## 生産
コールタールを蒸留・精製することで得られる。化学合成で生産する場合はベンゼンからフェノールを合成する方法であるクメン法と類似した経路をとる。トルエンとプロピレンを原料として、触媒存在下フリーデル・クラフツアルキル化によってイソプロピルトルエンとし、これを酸化することでクレゾールとアセトンを得る。
生成物はオルト・メタ・パラの3種の異性体の混合物であるため、必要に応じて分留などによってさらに分離精製する。消毒用など、純度がそれほど問われない場合は混合物のまま使用される。

## 用途
3パーセントの濃度に薄めた水溶液であるリゾール（クレゾール石鹸液）が、病院や診療所で消毒薬として用いられたが、特有の強い臭いと取り扱いの困難さから、医療機関での使用は減少している。オルトジクロロベンゼンとクレゾールを配合した薬品は、汲み取り式便所用うじ殺しとして用いられる。
かつては、無らい県運動で国立ハンセン病療養所に収容されたハンセン病入所者に対して、消毒風呂の中に高濃度のクレゾールに浸すことが行われていた。

糖尿予防のサプリとしても期待されている。京都大などの共同研究チームによると、糖尿病患者はそうではない人と比べp-クレゾールの血中濃度が低かった。マウスの実験で微量のp-クレゾールを皮下投与したところ血糖値が低く、血糖値を下げるインスリンの分泌量が増えていた。糖尿病になっているラットを使った実験でも、p-クレゾールを投与したラットがインスリンの分泌量は多かった。ヒトについても糖尿病を予防し治療できると期待されている。